# Tallinna Ülikool
Tallinnská univerzita (estonsky Tallinna Ülikool) je jedna z největších institucí terciárního vzdělávání v Estonsku. Univerzita vznikla 18. března 2005 sloučením Tallinnské pedagogické univerzity s několika dalšími vzdělávacími a výzkumnými organizacemi.
Univerzita má tradici především v oblasti sociálních a humanitních věd, nicméně stále rostoucí složkou jsou přírodní vědy. Tallinna Ülikool se skládá ze 6 fakult, 2 akademických institucí a 4 výzkumných organizací (Estonský demografický institut, Ekologický institut, Institut mezinárodních a sociálních věd a Institut vzdělávacího výzkumu) a 2 regionálních fakult, které se nacházejí v Rakvere a v Haapsalu. V současnosti zde studuje zhruba 7000 studentů.